# Kırık Kalpler Durağında
Kırık Kalpler Durağında (На остановке разбитых сердец) — шестой студийный альбом турецкой певицы Джандан Эрчетин. Выпущен 16 декабря 2009 года лейблом Pasaj Müzik. Это был второй студийный альбом певицы, выпущенный этой компанией, и её первая крупная работа после выпуска Melek в 2004 году. В альбоме присутствуют элементы поп-музыки, фолка и хип-хопа. Джандан Эрчетин — главный автор слов для песен альбома, написавшая самостоятельно десять песен. Из этих десяти песен музыка к шести тоже написана ею. Аранжировку всех песен сделал Альпер Эринч.
Содержащий 16 песен Kırık Kalpler Durağında получил в целом положительные отзывы критиков, которые считали, что главным отличием этого альбома от предыдущих работ Эрчетин является большее использование элементов балканской музыки. Первым синглом из альбома стал «Ben Kimim», который использовался в саундтреке к фильму Gölgesizler 2009 года и занял второе место в Billboard Türkçe Top 20. «Kader» был использован в саундтреке к фильму Kaptan Feza (2010). После выпуска видеоклипов на эти две песни вышли ещё два видеоклипа на песни «Kırık Kalpler Durağında» и «Git».
В Kırık Kalpler Durağında Эрчетин включила новую версию «Unutama Beni», в оригинале исполненную Эсмерай. В песне «Gözler» использованы стихи Нейзена Тевфика и Омара Хайяма. На музыкальных рынках было заказано более 100 000 копий альбома, и он занял первое место в списке бестселлеров D&R в Турции. К концу 2010 года альбом продолжал оставаться в десятке лучших. Он также был номинирован на премию «Лучший альбом» на церемониях вручения премий Kral Müzik Ödülleri и Radio Boğaziçi 2010. Альбом принёс Эрчетин награду «Лучшая турецкая поп-певица» на церемонии вручения премии «Золотая бабочка» 2010.

## Предыстория и содержание
Джандан Эрчетин выпустила свой пятый студийный альбом Melek в 2004 году и продолжила карьеру, выпустив альбомы Remix’5 и Aman Doktor в 2005 году. В 2007—2008 годах она представила программу Beraber ve Solo Şarkılar на ТРТ 1; затем исполнила песню «Gelmiyorsun» для альбома Çeyrek (2007) и «Kim» в альбоме Söz Müzik Teoman. В ноябре 2008 года написала слова и музыку песни «Ben Kimim», которая была использована в саундтреке к фильму 2009 года Gölgesizler. Песня была размещена на её сайте бесплатно. В июне 2009 года сообщалось, что запись нового альбома Джандан Эрчетин не закончена и альбом выйдет к концу лета. В декабре 2009 года появилась новая информация об альбоме.
После записи альбома в течение шести месяцев Kırık Kalpler Durağında был выпущен 16 декабря 2009 года лейблом Pasaj Müzik. Всего альбом содержит шестнадцать песен, его основным автором является сама Эрчетин, которая написала слова десяти песен для альбома самостоятельно и ещё одну вместе с Айлин Аталай. Помимо Эрчетин и Аталай, в песнях использованы тексты Джемаля Сафи, Шеми Дирикера, Нейзена Тевфика, Омара Хайяма, Айше Кулин и Синана. Помимо написания слов, Эрчетин также написала музыку к нескольким песням самостоятельно и к трём вместе с аранжировщиком альбома Альпером Эринчем. Песня «Unutama Beni», которая первоначально появилась в Kağıt Mendil Эсмерай (1993), была исполнена Эрчетин и включена в альбом. В песню «Gözler» вошли стихи Нейзена Тевфика и Омара Хайяма. Эрчетин зачитала рэп на песне «Ninni», написанной ею и Айлин Аталай, в тексте также использовались разные метафоры. Джемаль Сафи написал слова для «Git», а Айше Кулин написала песню «Bahar». Песня «Roka Mandolina», которую первоначально исполнила Сюзан Кардеш для её альбома 2008 года Bekriya II - Balkania, была переведена на турецкий язык и включена в альбом под названием «Vay Halime».
Содержащий элементы поп-музыки, фолк-музыки и хип-хопа Kırık Kalpler Durağında был заказан более 100 000 раз. Альбом возглавил список бестселлеров D&R в Турции и продолжал оставаться в первой десятке списка к концу 2010 года. Он был номинирован на «Лучший альбом» на премиях Kral Müzik Ödülleri 2010 и Radio Boğaziçi, но проиграл первую награду дебютному студийному альбому Мустафы Джеджели, а вторую — Ben Bugün Yalın соответственно. Альбом принёс Эрчетин награду «Лучшая турецкая поп-певица» на церемонии вручения премии «Золотая бабочка» 2010.

## Критика
Kırık Kalpler Durağında получил в целом положительные отзывы музыкальных критиков, хотя мнения об обложке альбома были разными. Музыкальный сайт Gerçek Pop опубликовал обзор, в котором говорилось, что Эрчетин прошла «фазу паузы» в своей карьере, и поставил альбому три звезды из пяти. В нём также отмечалось, что альбом является «работой, на которую следует обратить внимание многим молодым артистам», и удостоена похвалы «дружеская поза» Эрчетин на обложке. Веб-сайт сравнил «Git» с хитами Эрчетин 2000-х годов и назвал песни «Unutama Beni», «Vallahi» и «Yalvaramam» «серьёзными ошибками» в этом альбоме. Также было заявлено, что альбом добавит «лишь несколько ярких моментов в дискографию певицы», и кроме песни «Ninni» в нём не удалось найти ничего нового. Радиоведущий Майкл Куюджу описал новый альбом Эрчетин как «лотерею для неё с шестнадцатью новыми песнями после долгого периода молчания». Он охарактеризовал его как произведение, которое «можно слушать от начала до конца». По его словам, основные части альбома содержат элементы балканской музыки, и в этом было фундаментальное различие между Kırık Kalpler Durağında и предыдущими альбомами Джандан Эрчетин. Асу Маро из Milliyet написал, что одержим альбомом. Он заявил, что целью альбома было затронуть «разбитые сердца» и что в песнях было ощущение «зрелости». Мехмет Тез из той же газеты написал отрицательный отзыв об обложке альбома и назвал песни «новыми, но ностальгическими». Журналистка Milliyet Сезин Сиври написала, что эта работа была «чем-то, что можно проигрывать снова и снова, альбомом, который можно было слушать несколько раз». Она также назвала «Bahar» своей любимой песней альбома.

## Видеоклипы
Джандан Эрчетин выпустила четыре музыкальных клипа для песен с Kırık Kalpler Durağında. Первый клип был снят на песню «Ben Kimim», которая была использована в саундтреке к фильму Gölgesizler (2009). Клип был впервые продемонстрирован в январе 2009 года на Beyaz Show. Песня заняла второе место в Billboard Türkçe Top 20 и оставалась в этом чарте пять недель. Второй видеоклип был подготовлен на песню «Kader», написанную Джандан Эрчетин и включённую в саундтрек к фильму Kaptan Feza (2010). Музыкальное видео снято Юмитом Юналом в одном из мест, которые использовались во время съёмок фильма Kaptan Feza.
Третий видеоклип был подготовлен на песню, в честь которой назван сам альбом — «Kırık Kalpler Durağında». Клип снимался в течение двух дней на железнодорожной станции Хайдарпаша. Режиссёрами видео выступили Джихангир Атешагаоглу и Бозкурт Байер. Байер ранее был режиссёром многих музыкальных клипов Эрчетин, в том числе «Elbette» (Elbette, 2000), «Gamsız Hayat» (Neden, 2002) и «Melek» (Melek, 2004). Финальный видеоклип был снят на песню «Git», слова которой написал Джемаль Сафи, а музыку Эрчетин. Видео было выпущено в марте 2011 года. Его сняли Бозкурт Байер и Джихангир Атешагаоглу, и оно было записано в Стамбуле в течение трёх дней.

## Трек-лист
| №                   | Название                  | Автор(ы)                                 | Композитор(ы)          | Длительность |
| ------------------- | ------------------------- | ---------------------------------------- | ---------------------- | ------------ |
| 1.                  | «Kırık Kalpler Durağında» | Джандан Эрчетин                          | Эрчетин                | 5:08         |
| 2.                  | «Git»                     | Джемаль Сафи                             | Эрчетин                | 4:29         |
| 3.                  | «Kader»                   | Эрчетин                                  | Эрчетин                | 4:12         |
| 4.                  | «Unutama Beni»            | Шеми Дирикер                             | Дирикер                | 4:21         |
| 5.                  | «Vallahi»                 | Эрчетин                                  | Эрчетин · Альпер Эринч | 4:30         |
| 6.                  | «Yalvaramam»              | Эрчетин                                  | Флавио Сантандер       | 4:43         |
| 7.                  | «Gözler»                  | Эрчетин                                  | Эрчетин · Эринч        | 3:54         |
| 8.                  | «Türkü»                   | Нейзен Тевфик · Омар Хайям               | Эрчетин                | 3:46         |
| 9.                  | «Vay Halime»              | Эрчетин                                  | Анонимный автор        | 5:07         |
| 10.                 | «Unutursun»               | Эрчетин                                  | Эрчетин                | 4:00         |
| 11.                 | «Bahar»                   | Айше Кулин                               | Эрчетин                | 4:17         |
| 12.                 | «Kimin Doğrusu»           | Эрчетин                                  | Нуреттин Ирмак         | 4:10         |
| 13.                 | «Özür Dilerim»            | Эрчетин                                  | Мустафа Сюдер          | 5:03         |
| 14.                 | «Nedense Sustum»          | Синан                                    | Эрчетин · Эринч        | 5:28         |
| 15.                 | «Ben Kimim»               | Эрчетин                                  | Эрчетин                | 4:28         |
| 16.                 | «Ninni»                   | Айлин Аталай · Эрчетин · анонимный автор | Анонимный автор        | 4:30         |
| Общая длительность: | Общая длительность:       | Общая длительность:                      | Общая длительность:    | 72:06        |

## Чарты
| Чарт (2010)              | Высшая позиция |
| ------------------------ | -------------- |
| Турция (бестселлеры D&R) | 1              |

## История релиза
| Страна | Дата                 | Формат                          | Лейбл       |
| ------ | -------------------- | ------------------------------- | ----------- |
| Турция | 16 декабря 2009 года | компакт-диск, цифровая загрузка | Pasaj Müzik |
| Мир    | 16 декабря 2009 года | Цифровая загрузка               | Pasaj Müzik |